# Mrs World
Mrs World, global skönhetstävling för gifta kvinnor. Bör ej förväxlas med Miss World, där konceptet är det motsatta. Högst placerade svenska är Susanna Beijner, som kom på andra plats 1988.

## Lista
| År        | Mrs World                      | Land        |
| --------- | ------------------------------ | ----------- |
| 2008      | Nataliia Shmarenkova           | Ukraina     |
| 2007      | Diane Tucker                   | USA         |
| 2006      | Sofia Arzhakovskaya            | Ryssland    |
| 2005      | Sama Bakhar                    | Israel      |
| 2003      | Suzanna Pavadee                | Thailand    |
| 2001      | Aditi Govitrikar               | Indien      |
| 2000      | Starla Kay Stanley             | USA         |
| 1990-1999 | inställt (företaget i konkurs) |             |
| 1989      | Lucia Boggiano                 | Peru        |
| 1988      | Pamela Nail                    | USA         |
| 1987      | Barbara Riley                  | Nya Zeeland |
| 1986      | Astrid Elena de Navia          | Colombia    |
| 1985      | Rosy Senanayake                | Sri Lanka   |